# 恩特里莫
恩特里莫，是西班牙加利西亚自治区奥伦塞省的一个市镇。总面积85平方公里，总人口1209人（2016年），人口密度17人/平方公里。